# Yuka Sakurai
Yuka Sakurai (櫻井 由香, Sakurai Yuka) est une ancienne joueuse japonaise de volley-ball née le 2 septembre 1974 à Kaizu (Préfecture de Gifu). Elle mesure 1,67 m et jouait au poste de libéro. Elle a totalisé 70 sélections en équipe du Japon.

## Clubs
| Club                         | Pays  | De        | À         |
| ---------------------------- | ----- | --------- | --------- |
| Yorojoshi Shogyo High School | Japon |           | 1992-1993 |
| Denso Airybees               | Japon | 1993-1994 | 2011-2012 |

## Palmarès

### Clubs
- V Première Ligue
  - Finaliste : 2008.
- Tournoi de Kurowashiki
  - Vainqueur : 2008.
- Coupe de l'impératrice
  - Vainqueur : 2010.
  - Finaliste : 2009.

### Distinctions individuelles
- World Grand Champions Cup féminine 2005: Meilleure défenseur.